# Galt Professionals

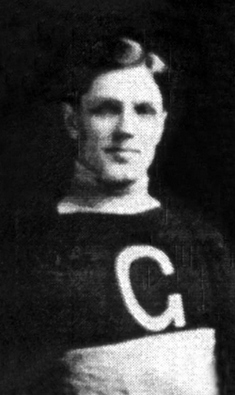
Jim Mallen med Galt Professionals säsongen 1911.

Galt Professionals var ett kanadensiskt professionellt ishockeylag från Galt, Ontario som spelade tre säsonger i Ontario Professional Hockey League åren 1909–1911.

## Historia
Galt Professionals vann OPHL två gånger, 1909 och 1911, och som ligans mästarlag utmanade man därefter om Stanley Cup. Laget förlorade dock båda gångerna mot Ottawa Senators, med siffrorna 3-12 och 1-3 respektive 4-7. De mest namnkunniga spelarna som representerade klubben var målvakten Hugh Lehman och centern Tommy Smith, som båda är invalda i Hockey Hall of Fame.

### 1909
Laget som vann OPHL säsongen 1909 och utmanade Ottawa Senators om Stanley Cup i januari 1910: Jack Mercer, Hugh Lehman, Jim Mallen, Harry Manson, Erastus "Ras" Murphy, Cap McDonald, Pete Charlton, "Goldie" Cochrane, Chuck Dietrich, Fred Doherty, Art Serviss, Andrew Dusome.

### 1911
Laget som vann OPHL säsongen 1911 och utmanade Ottawa Senators om Stanley Cup i mars 1911: Billy Hague, Frank Morrison, Billy Baird, Louis Berlinquette, Fred Doherty, Jim Mallen, Erastus "Ras" Murphy, Mike Murphy, Art Serviss, Tommy Smith.